# Бург, Морис
Морис Бург (фр. Maurice Bourgue;  6 января 1939 — 6 октября 2023) — французский гобоист и музыкальный педагог.

## Биография
Окончил Парижскую консерваторию у Этьенна Бодо (гобой) и Фернана Убраду (камерный ансамбль). Лауреат различных международных конкурсов — в частности, в 1963 г. был удостоен второй премии Международного конкурса исполнителей в Женеве (первая не была присуждена), а в 1968 г. получил первую премию на фестивале «Пражская весна».
В 1967—1979 гг. первый гобой в Оркестре Парижа. Одновременно выступал как солист с такими дирижёрами, как Клаудио Аббадо, Даниэль Баренбойм, Рикардо Шайи, Джон Элиот Гардинер, с 1972 г. руководил собственным духовым октетом. Был первым исполнителем произведений Лучано Берио и Анри Дютийё.
Преподавал в Парижской и Женевской консерваториях, возглавлял Международную академию камерной музыки имени Шандора Вега. Среди учеников Бурга — Франсуа Лёлё, Алексей Огринчук, Иван Подъёмов.